# Tom Blomqvist
Tom Leonard Blomqvist (* 30. November 1993 in Cambridge, England) ist ein schwedisch-britischer Automobilrennfahrer. Er trat von 2012 bis 2014 in der europäischen Formel-3-Meisterschaft an. Zwischen 2015 und 2017 startete er in der DTM.
Während Blomqvist zunächst mit schwedischer Lizenz startete, nimmt er seit August 2010 mit britischer Lizenz am Rennsport teil. Sein Vater ist der Rallyeweltmeister Stig Blomqvist.

## Karriere
Blomqvist begann seine Motorsportkarriere 2003 im Kartsport und war bis 2008 in dieser Sportart aktiv. 2009 wechselte er in den Formelsport und wurde mit einem Sieg und insgesamt fünf Podest-Platzierungen Dritter in der schwedischen Formel Renault. Außerdem wurde er Dritter in der NEZ Formel Renault. Anschließend nahm Blomqvist an der Winterserie der britischen Formel Renault teil. Er startete für Fortec Motorsport bei zwei Rennen, gewann beide und erzielte jeweils die schnellste Rennrunde. In der Wertung wurde er Siebter. Mit seinen Siegen wurde er im Alter von 15 Jahren zum bis dahin jüngsten Sieger in der britischen Formel Renault.
2010 trat er für Fortec Motorsport in der britischen Formel Renault an. Zunächst startete Blomqvist mit schwedischer Lizenz. Nach der ersten Saisonhälfte wechselte Blomqvist seine Lizenz und trat ab diesem Zeitpunkt mit einer britischen Lizenz an. Ein Rennwochenende später folgte sein erster Sieg in der Meisterschaft. Mit drei Siegen und insgesamt 12 Podest-Platzierungen bei 19 Rennen gewann er den Meistertitel mit 465 zu 459 Punkten vor Lewis Williamson. Im Alter von 16 Jahren und 313 Tagen wurde Blomqvist zum bis dahin jüngsten Meister der britischen Formel Renault. Außerdem startete er als Gaststarter bei einem Rennen der pazifischen Formel BMW und kam auf dem dritten Platz ins Ziel.
2011 wechselte Blomqvist zu Performance Racing in den deutschen Formel-3-Cup. Bereits bei seinem Debütrennen erzielte er als Zweiter seine erste Podest-Platzierung. Im weiteren Saisonverlauf folgte sein erster Sieg. Am siebten Rennwochenende hatte er auf dem Lausitzring einen schweren Unfall, bei dem er sich den dritten Lendenwirbel brach. Seine Saison wurde damit vorzeitig beendet. In der Gesamtwertung lag er schließlich auf dem sechsten Platz. 2012 wurde Blomqvist von McLaren gefördert. Blomqvist erhielt bei ma-con Motorsport 2012 ein Cockpit in der Formel-3-Euroserie und war zudem in der europäischen Formel-3-Meisterschaft punkteberechtigt. Blomqvist wurde mit zwei dritten Plätzen als beste Resultate Siebter der Formel-3-Euroserie. In der europäischen Formel-3-Meisterschaft erreichte er ebenfalls den siebten Platz. Hier war ein zweiter Platz sein bestes Ergebnis. Darüber hinaus war Blomqvist 2012 für EuroInternational im deutschen Formel-3-Cup aktiv und kam zum Einsatz, wenn es sein Engagement in der Formel-3-Euroserie zuließ. Blomqvist gewann fünf Rennen und war damit hinter dem Gesamtsieger Jimmy Eriksson der Fahrer mit den meisten Siegen. In der Gesamtwertung wurde er Fünfter.

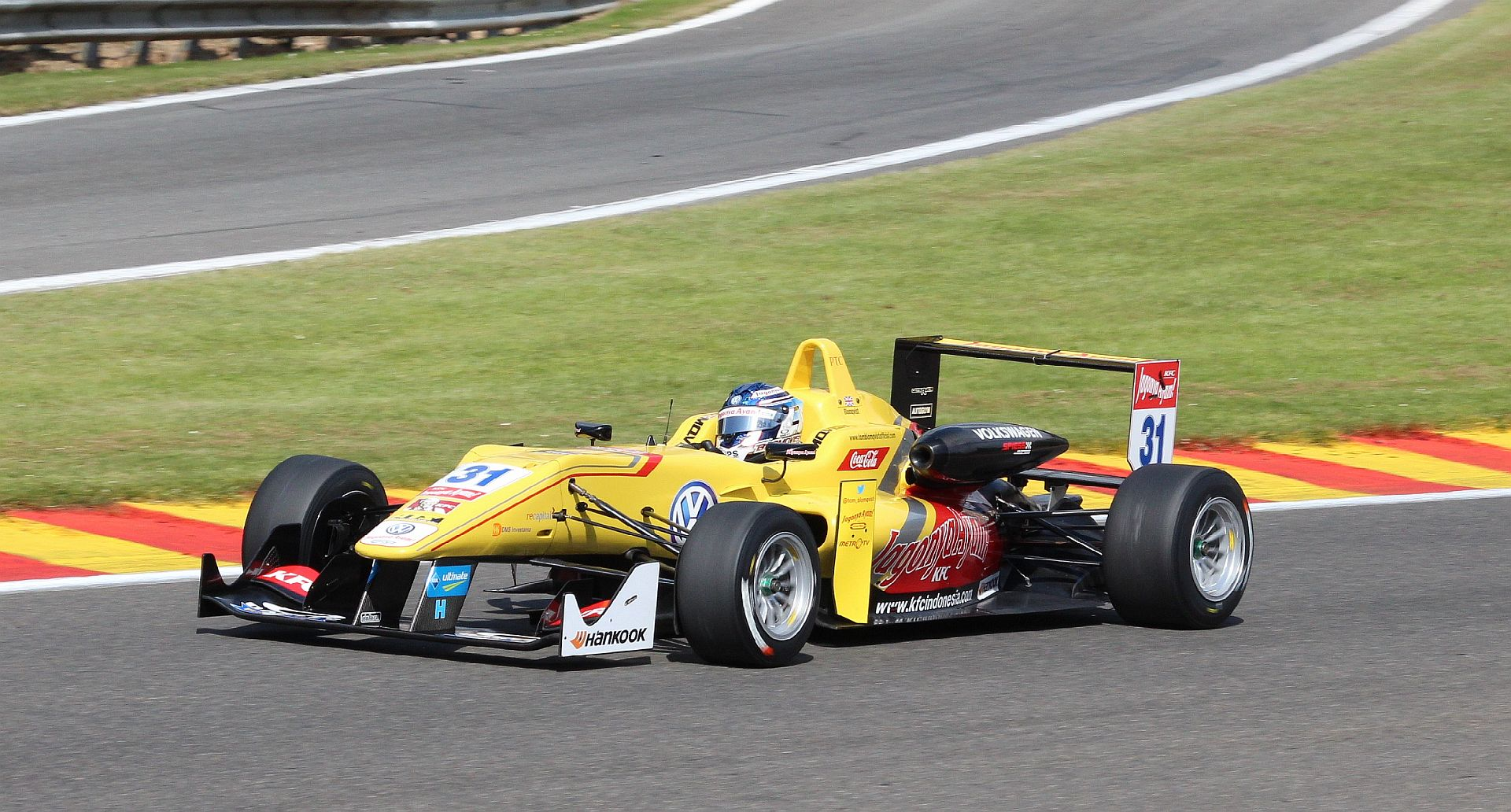
Tom Blomqvist in Spa-Francorchamps in der europäischen Formel-3-Meisterschaft 2014

2013 erhielt Blomqvist bei EuroInternational ein Cockpit in der europäischen Formel-3-Meisterschaft. Zudem wurde er ins Förderprogramm von Red Bull aufgenommen. Blomqvists beste Resultate waren drei dritte Plätze. Er schloss die Saison wie im Vorjahr auf dem siebten Platz im Gesamtklassement ab. Nach dem Ende der Saison beendete Red Bull seine Förderung. 2014 blieb Blomqvist in der europäischen Formel-3-Meisterschaft und wechselte zu Jagonya Ayam with Carlin. Das Team wurde von Carlin betreut und von der Familie seines Teamkollegens Sean Gelael finanziert. Blomqvist fungierte neben seiner Aufgabe als Fahrer auch als Mentor für seine Teamkollegen Gelael und Antonio Giovinazzi. Blomqvist gewann sechs Rennen und stand insgesamt 15 mal auf dem Podium. Als bester Pilot mit Volkswagen-Motor verbesserte er sich in der Fahrerwertung auf den zweiten Platz. Mit 420 zu 478 Punkten unterlag er dem Meister Esteban Ocon.
2015 wechselte Blomqvist in die DTM. Er erhielt ein BMW-Cockpit bei Racing Bart Mampaey und wählte die 31 als seine Startnummer. Beim 14. Rennen in Oschersleben gelang ihm der erste DTM-Sieg. Er schloss seine Debütsaison auf dem 14. Gesamtrang ab. 2016 blieb Blomqvist bei Racing Bart Mampaey in der DTM. Er wurde viermal Zweiter. In der Gesamtwertung verbesserte er sich auf den sechsten Platz. Hinter dem Gesamtsieger Marco Wittmann wurde er zweitbester BMW-Fahrer. Auch 2017 blieb er bei Mampaey. Trotz zweier Pole-Positions kam er mit 25 Punkten nicht über Platz 17 der Gesamtwertung hinaus.
Am 16. Dezember 2017 wurde bekannt, dass Blomqvist mit sofortiger Wirkung in die FIA-Formel-E-Meisterschaft zum Team Andretti Autosport, das eng mit BMW verbunden ist, wechselte. Dies war zugleich mit seinem Ausscheiden als Fahrer aus der DTM verbunden. Nachdem er beim Saisonauftakt zugunsten von Kamui Kobayashi ausgetauscht wurde, debütierte er beim Marrakesch E-Prix in der Rennserie. Nach sechs Rennen ersetzte ihn das Team jedoch durch Stéphane Sarrazin. Am Saisonende belegte er den 20. Platz in der Fahrerwertung. Für die neue Saison erhielt er keinen Vertrag als Stammfahrer mehr.
2018 gewann Blomqvist mit Walkenhorst Motorsport, einem BMW-Kundenteam, das 24-Stunden-Rennen von Spa-Francorchamps. 2022 trat er für Meyer Shank Racing im 24-Stunden-Rennen von Daytona an. Mit seinen Teamkollegen Oliver Jarvis, Simon Pagenaud und Hélio Castroneves gewann er das Rennen. Diesen Erfolg wiederholte er 2023.

## Persönliches
Blomqvists Vater Stig ist ein Rallyepilot, der 1984 die Rallye-Weltmeisterschaft gewann.

## Statistik

### Einzelergebnisse in der europäischen Formel-3-Meisterschaft
| Jahr | Team                     | Motor      | 1   | 2   | 3   | 4   | 5   | 6   | 7   | 8   | 9   | 10  | 11  | 12  | 13  | 14  | 15  | 16  | 17  | 18  | 19  | 20  | 21  | 22  | 23  | 24  | 25  | 26  | 27  | 28  | 29  | 30  | 31  | 32  | 33  | Punkte | Rang |
| ---- | ------------------------ | ---------- | --- | --- | --- | --- | --- | --- | --- | --- | --- | --- | --- | --- | --- | --- | --- | --- | --- | --- | --- | --- | --- | --- | --- | --- | --- | --- | --- | --- | --- | --- | --- | --- | --- | ------ | ---- |
| 2012 | ma-con Motorsport        | Volkswagen | HO1 | HO1 | PAU | PAU | BRH | BRH | SPI | SPI | NOR | NOR | SPA | SPA | NÜR | NÜR | ZAN | ZAN | VAL | VAL | HO2 | HO2 |     |     |     |     |     |     |     |     |     |     |     |     |     | 117    | 7.   |
| 2012 | ma-con Motorsport        | Volkswagen | 7   | 11  | 13  | 21  | 10  | 7   | 5   | 7   | 10  | 7   | 10  | 2   | 9   | 5   | 5   | DNF | 3   | 5   | 4   | 7   |     |     |     |     |     |     |     |     |     |     |     |     |     | 117    | 7.   |
| 2013 | EuroInternational        | Mercedes   | MON | MON | MON | SIL | SIL | SIL | HO1 | HO1 | HO1 | BRH | BRH | BRH | SPI | SPI | SPI | NOR | NOR | NOR | NÜR | NÜR | NÜR | ZAN | ZAN | ZAN | VAL | VAL | VAL | HO2 | HO2 | HO2 |     |     |     | 151,5  | 7.   |
| 2013 | EuroInternational        | Mercedes   | 13  | 3   | 10  | 10  | 5   | 14  | 3   | 3   | 8   | 6   | 6   | 5   | 17  | 8   | DNF | 5   | 7   | 4   | 13  | 12  | 22  | 9   | 8   | 8   | 12  | 12  | 14  | 10  | 12  | 4   |     |     |     | 151,5  | 7.   |
| 2014 | Jagonya Ayam with Carlin | Volkswagen | SIL | SIL | SIL | HO1 | HO1 | HO1 | PAU | PAU | PAU | HUN | HUN | HUN | SPA | SPA | SPA | NOR | NOR | NOR | MOS | MOS | MOS | SPI | SPI | SPI | NÜR | NÜR | NÜR | IMO | IMO | IMO | HO2 | HO2 | HO2 | 420    | 2.   |
| 2014 | Jagonya Ayam with Carlin | Volkswagen | 1   | 4   | 6   | 4   | 5   | DNF | 11  | 1   | 3   | 1   | 5   | 6   | 4   | 8   | 6   | 10  | DNF | DNF | 4   | 3   | 7   | 1   | 2   | 2   | 5   | 2   | 2   | 3   | 1   | 5   | 3   | 1   | 3   | 420    | 2.   |

### Einzelergebnisse in der FIA-Formel-E-Meisterschaft
| Jahr    | Team           | 1   | 2   | 3   | 4   | 5   | 6   | 7   | 8   | 9   | 10  | 11  | 12  | 13  | 14  | 15  | 16 | Punkte | Rang |
| ------- | -------------- | --- | --- | --- | --- | --- | --- | --- | --- | --- | --- | --- | --- | --- | --- | --- | -- | ------ | ---- |
| 2017/18 | MS&AD Andretti | HKG | HKG | MAR | SAN | MEX | PUN | ROM | PAR | BER | ZÜR | NYC | NYC |     |     |     |    | 4      | 20.  |
| 2017/18 | MS&AD Andretti |     |     | 8   | 11  | 15  | 16  | 15  | DNF |     |     |     |     |     |     |     |    | 4      | 20.  |
| 2020/21 | Nio 333 Racing | DIR | DIR | ROM | ROM | VAL | VAL | MCO | PUE | PUE | NYC | NYC | LON | LON | BER | BER |    | 6      | 24.  |
| 2020/21 | Nio 333 Racing | 18  | 18  | 10  | 8   | NC  | 17  | 14  | 13  | DNF | 16  | 21  | NC  | 19  | NC  | 10  |    | 6      | 24.  |

| Legende                      | Legende       | Legende                                                                 |
| Farbe                        | Abkürzung     | Bedeutung                                                               |
| ---------------------------- | ------------- | ----------------------------------------------------------------------- |
| Gold                         | —             | Sieger                                                                  |
| Silber                       | —             | 2. Platz                                                                |
| Bronze                       | —             | 3. Platz                                                                |
| Grün                         | —             | Platzierung in den Punkten                                              |
| Blau                         | —             | Klassifiziert außerhalb der Punkteränge                                 |
| Violett                      | DNF           | Rennen nicht beendet                                                    |
| Violett                      | NC            | nicht klassifiziert                                                     |
| Rot                          | DNQ           | nicht qualifiziert                                                      |
| Schwarz                      | DSQ           | disqualifiziert                                                         |
| Weiß                         | DNS           | nicht am Start                                                          |
| Weiß                         | WD            | zurückgezogen                                                           |
| Weiß                         | C             | Rennen abgesagt                                                         |
| Blanko                       |               | nicht teilgenommen                                                      |
| Blanko                       | DNP           | gemeldet, aber nicht teilgenommen                                       |
| Blanko                       | INJ           | verletzt oder krank                                                     |
| Blanko                       | EX            | ausgeschlossen                                                          |
| sonstige Formate und Zeichen | P/fett        | Pole-Position                                                           |
| sonstige Formate und Zeichen | kursiv        | Schnellste Rennrunde (ab 2017/18: Schnellste Rennrunde der ersten Zehn) |
| sonstige Formate und Zeichen | unterstrichen | Führender in der Gesamtwertung                                          |
| sonstige Formate und Zeichen | °             | FanBoost                                                                |
| sonstige Formate und Zeichen | *             | nicht im Ziel, aufgrund der zurückgelegten Distanz aber gewertet        |
| sonstige Formate und Zeichen | ( )           | Streichresultat                                                         |

### Einzelergebnisse in der IndyCar Series
| Jahr | Team               | 1   | 2   | 3   | 4   | 5    | 6    | 7   | 8   | 9   | 10   | 11   | 12   | 13  | 14  | 15   | 16   | 17  | 18 | 19 | Punkte | Rang |
| ---- | ------------------ | --- | --- | --- | --- | ---- | ---- | --- | --- | --- | ---- | ---- | ---- | --- | --- | ---- | ---- | --- | -- | -- | ------ | ---- |
| 2023 | Meyer Shank Racing | STP | TXS | LBH | ALA | IMS  | INDY | DET | ROA | MDO | TOR  | IOW1 | IOW2 | NSH | IMS | GAT  | POR  | LAG |    |    | 16     | 34.  |
| 2023 | Meyer Shank Racing |     |     |     |     |      |      |     |     |     | 25   |      |      |     |     |      | 24   | 26  |    |    | 16     | 34.  |
| 2024 | Meyer Shank Racing | STP | LBH | ALA | IMS | INDY | DET  | ROA | LAG | MDO | IOW1 | IOW2 | TOR  | GAT | POR | MIL1 | MIL2 | NSH |    |    | 46     | 30.  |
| 2024 | Meyer Shank Racing | 15  | 22  | 19  | 23  | 31   |      |     |     |     |      |      |      |     |     |      |      |     |    |    | 46     | 30.  |

Legende

### Le-Mans-Ergebnisse
| Jahr | Team              | Fahrzeug            | Teamkollege          | Teamkollege       | Platzierung | Ausfallgrund |
| ---- | ----------------- | ------------------- | -------------------- | ----------------- | ----------- | ------------ |
| 2020 | HubAuto Racing    | Ferrari 488 GTE Evo | Morris Chen          | Marcos Gomes      | Ausfall     | Unfall       |
| 2021 | Jota              | Oreca 07            | Sean Gelael          | Stoffel Vandoorne | Rang 7      |              |
| 2023 | United Autosports | Oreca 07            | Josh Pierson         | Oliver Jarvis     | Rang 18     |              |
| 2025 | CLX Pure Rxcing   | Oreca 07            | Aljaksandar Malychin | Tristan Vautier   | Rang 32     |              |

### Sebring-Ergebnisse
| Jahr | Team                                         | Fahrzeug            | Teamkollege         | Teamkollege       | Platzierung | Ausfallgrund |
| ---- | -------------------------------------------- | ------------------- | ------------------- | ----------------- | ----------- | ------------ |
| 2019 | BMW Team RLL                                 | BMW M8 GTE          | Connor De Phillippi | Colton Herta      | Rang 16     |              |
| 2022 | Meyer Shank Racing with Curb-Agajanian       | Acura ARX-05        | Oliver Jarvis       | Stoffel Vandoorne | Rang 5      |              |
| 2023 | Meyer Shank Racing with Curb-Agajanian       | Acura ARX-06        | Colin Braun         | Hélio Castroneves | Rang 21     |              |
| 2024 | Whelen Engineering Cadillac Racing           | Cadillac V-Series.R | Luís Felipe Derani  | Jack Aitken       | Ausfall     | Unfall       |
| 2025 | Acura Meyer Shank Racing with Curb-Agajanian | Acura ARX-06        | Colin Braun         | Scott Dixon       | Rang 10     |              |

### Einzelergebnisse in der FIA-Langstrecken-Weltmeisterschaft
| Saison  | Team                      | Rennwagen           | 1   | 2   | 3   | 4   | 5   | 6   | 7   | 8   | 9   |
| ------- | ------------------------- | ------------------- | --- | --- | --- | --- | --- | --- | --- | --- | --- |
| 2016    | Extreme Speed Motorsports | Ligier JS P2        | SIL | SPA | LEM | NÜR | MEX | AUS | FUJ | SHA | BAH |
| 2016    | Extreme Speed Motorsports | Ligier JS P2        |     |     |     |     | 9   |     |     |     |     |
| 2018/19 | BMW MTEK                  | BMW M8 GTE          | SPA | LEM | SIL | FUJ | SHA | SEB | SPA | LEM |     |
| 2018/19 | BMW MTEK                  | BMW M8 GTE          | 17  |     |     | 12  | 20  |     |     |     |     |
| 2019/20 | Hub Auto                  | Ferrari 488 GTE Evo | SIL | FUJ | SHA | BAH | AUS | SPA | LEM | BAH |     |
| 2019/20 | Hub Auto                  | Ferrari 488 GTE Evo |     |     |     | DNF |     |     |     |     |     |
| 2021    | Jota                      | Oreca 07            | SPA | POR | MON | LEM | BAH | BAH |     |     |     |
| 2021    | Jota                      | Oreca 07            | 6   | 5   | 8   | 7   | 5   | 6   |     |     |     |
| 2023    | United Autosports         | Oreca 07            | SEB | POR | SPA | LEM | MON | FUJ | BAH |     |     |
| 2023    | United Autosports         | Oreca 07            | DNF |     | 8   | 18  |     |     | 19  |     |     |
| 2025    | CLX Pure Racing           | Oreca 07            | KAT | IMO | SPA | LEM | SAO | AUS | FUJ | BAH |     |
| 2025    | CLX Pure Racing           | Oreca 07            | 32  |     |     |     |     |     |     |     |     |

### Einzelergebnisse in der DTM
| Saison | Team         | Hersteller | 1   | 2   | 3   | 4   | 5   | 6   | 7   | 8   | 9   | 10  | 11  | 12  | 13  | 14  | 15  | 16  | 17  | 18  | Punkte | Rang |
| ------ | ------------ | ---------- | --- | --- | --- | --- | --- | --- | --- | --- | --- | --- | --- | --- | --- | --- | --- | --- | --- | --- | ------ | ---- |
| 2015   | BMW-Team-RBM | BMW        | HO1 | HO1 | LAU | LAU | NOR | NOR | ZAN | ZAN | SPI | SPI | MOS | MOS | OSC | OSC | NÜR | NÜR | HO2 | HO2 | 59     | 14.  |
| 2015   | BMW-Team-RBM | BMW        | DNF | 17  | 22  | DNF | DNF | DSQ | 7   | 18  | 17  | 22* | 8   | 12  | 7   | 1   | DNF | 4   | 7   | 18  | 59     | 14.  |
| 2016   | BMW Team RBM | BMW        | HO1 | HO1 | SPI | SPI | LAU | LAU | NOR | NOR | ZAN | ZAN | MOS | MOS | NÜR | NÜR | HUN | HUN | HO2 | HO2 | 113    | 6.   |
| 2016   | BMW Team RBM | BMW        | 13  | 6   | 2   | 6   | 22  | 11  | 15  | 2   | 16  | 10  | 22  | 2   | 2   | 8   | 13  | 4   | 9   | 7   | 113    | 6.   |
| 2017   | BMW Team RBM | BMW        | HO1 | HO1 | LAU | LAU | HUN | HUN | NOR | NOR | MOS | MOS | ZAN | ZAN | NÜR | NÜR | SPI | SPI | HO2 | HO2 | 25     | 17.  |
| 2017   | BMW Team RBM | BMW        | 16  | 12  | 17  | 17  | 15* | 13  | 6   | 9   | DNF | 7   | DNF | 13  | 16  | 10  | 16  | 13  | 15  | DNF | 25     | 17.  |

| Legende  | Legende            | Legende                                                          |
| Farbe    | Abkürzung          | Bedeutung                                                        |
| -------- | ------------------ | ---------------------------------------------------------------- |
| Gold     | –                  | Sieg                                                             |
| Silber   | –                  | 2. Platz                                                         |
| Bronze   | –                  | 3. Platz                                                         |
| Grün     | –                  | Platzierung in den Punkten                                       |
| Blau     | –                  | Klassifiziert außerhalb der Punkteränge                          |
| Violett  | DNF                | Rennen nicht beendet (did not finish)                            |
| Violett  | NC                 | nicht klassifiziert (not classified)                             |
| Rot      | DNQ                | nicht qualifiziert (did not qualify)                             |
| Rot      | DNPQ               | in Vorqualifikation gescheitert (did not pre-qualify)            |
| Schwarz  | DSQ                | disqualifiziert (disqualified)                                   |
| Weiß     | DNS                | nicht am Start (did not start)                                   |
| Weiß     | WD                 | zurückgezogen (withdrawn)                                        |
| Hellblau | PO                 | nur am Training teilgenommen (practiced only)                    |
| Hellblau | TD                 | Freitags-Testfahrer (test driver)                                |
| ohne     | DNP                | nicht am Training teilgenommen (did not practice)                |
| ohne     | INJ                | verletzt oder krank (injured)                                    |
| ohne     | EX                 | ausgeschlossen (excluded)                                        |
| ohne     | DNA                | nicht erschienen (did not arrive)                                |
| ohne     | C                  | Rennen abgesagt (cancelled)                                      |
| ohne     | keine WM-Teilnahme |                                                                  |
| sonstige | P/fett             | Pole-Position                                                    |
| sonstige | 1/2/3/4/5/6/7/8    | Punktplatzierung im Sprint-/Qualifikationsrennen                 |
| sonstige | SR/kursiv          | Schnellste Rennrunde                                             |
| sonstige | *                  | nicht im Ziel, aufgrund der zurückgelegten Distanz aber gewertet |
| sonstige | ()                 | Streichresultate                                                 |
| sonstige | unterstrichen      | Führender in der Gesamtwertung                                   |